# Bobolice (hrad)
Bobolice jsou královský hrad původně postavený v polovině čtrnáctého století. Nachází se nad vesnicí Bobolice (okres Myszków, Slezské vojvodství) v Krakovsko-čenstochovské juře na tak zvané Stezce orlích hnízd (Szlak Orlich Gniazd) v jižním Polsku. Hrad byl postupně přestavován, ale zbyly z něj pouhé trosky. Nyní po náročné rekonstrukci je oblíbeným cílem turistů.

## Historie

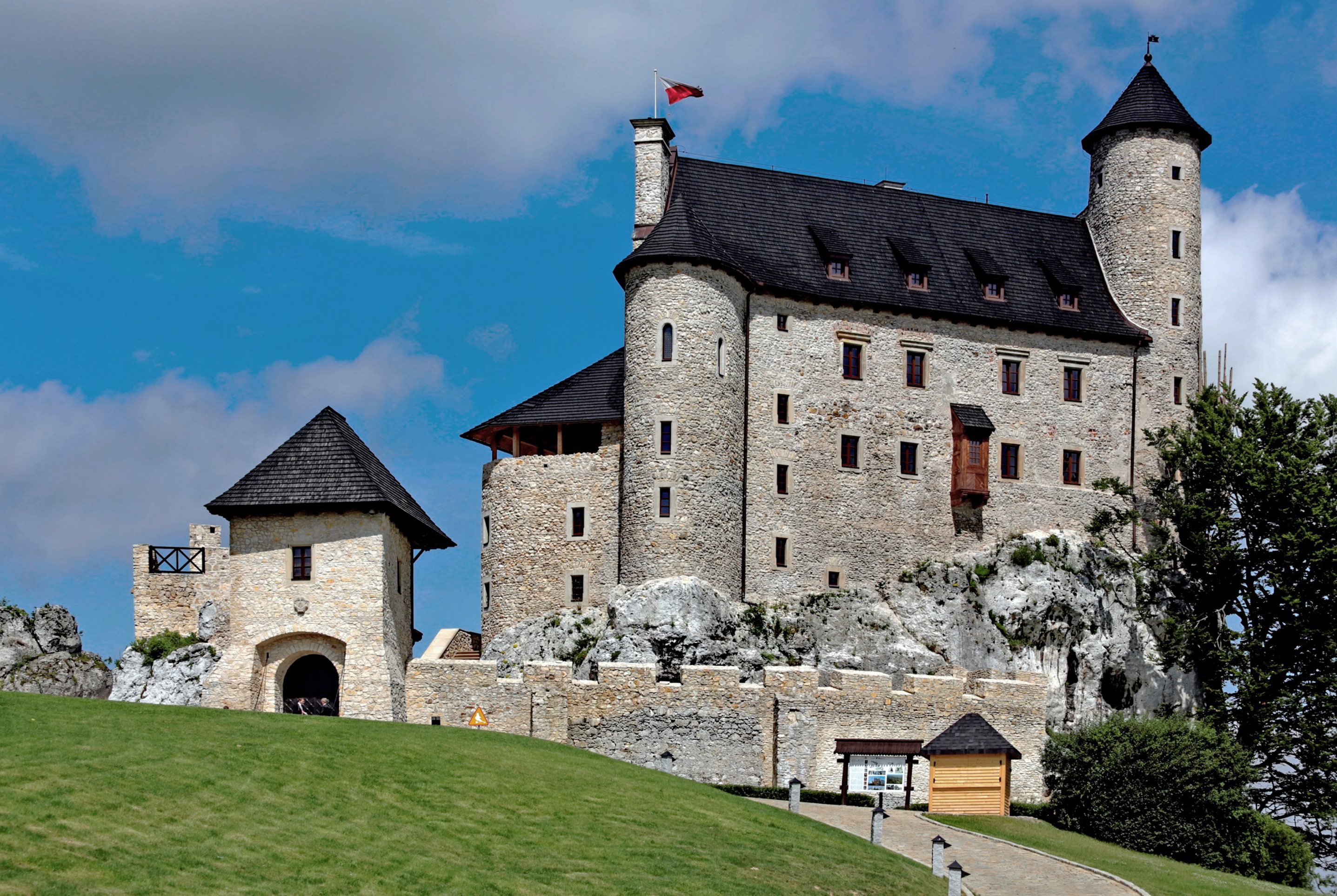
Hrad Bobolice

Královský hrad v Bobolicích nechal postavit polský král Kazimír Veliký, pravděpodobně kolem roku 1350–1352. Hrad měl chránit místní panství a bránit Malopolsko před vpády ze Slezska, které v té době patřilo české koruně. Hrad patří do skupiny pevností známých jako Orlí hnízda.
V roce 1370 tehdejší polský král Ludwik Węgierski daroval hrad svému příbuznému Władysławovi Opolczykovi, který v roce 1379 předal hrad svému dvořanovi Andrzejovi Schónymu z Barlabás (známého jako Andrzej Węgier), který z hradu udělal loupežnou pevnost. Král Władysław Jagiełło tuto loupežnou praxi ukončil a v roce 1396 začlenil hrad zpět do královského panství. Pak vlastnictví hradu prošlo řadou změn. Během občanské války v roce 1587 byl hrad dobyt armádou uchazeče o polskou korunu Maximiliána III. Habsburského a poté byl hrad vážně poškozen.
V roce 1657 Švédové pod vedením generála Müllera hrad opět vážně poškodili a v roce 1661 byl hrad opuštěn definitivně a začal se rozpadat. V 18. století byl hrad obýván jen částečně, soupis inventáře hradu z roku 1700 ukazuje na jeho špatný stav. Navzdory pokusům o záchranu hrad chátral stále více a více. V 19. století byl v suterénu hradu nalezen poklad a lovci pokladů dokončili zbytek ničení. Po druhé světové válce byly hradní zdi částečně zbourány a byly použity k výstavbě silnice spojující Bobolice s Mirówem.

## Současný stav
Na konci 20. století se rodina Laseckých – současní majitelé hradu – chopila výzvy přestavět hrad. Na žádost zástupců rodiny – senátora Jarosława Laseckého a jeho bratra Dariusze Laseckého – byly provedeny archeologické, zajišťovací a stavební práce za pomoci polských vědců a odborníků. V červnu 2011 se informace o rekonstrukci hradu objevily ve světových médiích. Oficiální otevření hradu po dvanácti letech práce se uskutečnilo 3. září 2011. U příležitosti otevření hradu prezident Polské republiky Bronisław Komorowski, maršálek Sejmu a předseda vlády poslali své blahopřejné dopisy. Rekonstrukce byla dokončena navzdory nedostatku jakýchkoli plánů, náčrtů nebo výkresů hradu.  Při stavbě byly použity pouze tradiční materiály (zejména vápenec) a byla také vyvinuta speciální malta. Samotná rekonstrukce vzbudila a stále vzbuzuje kontroverze a kritiku z různých kruhů. V blízkosti rekonstruovaného hradu byl postaven hotel s restaurací.

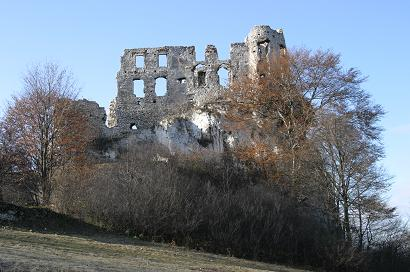
Trosky hradu před rekonstrukcí
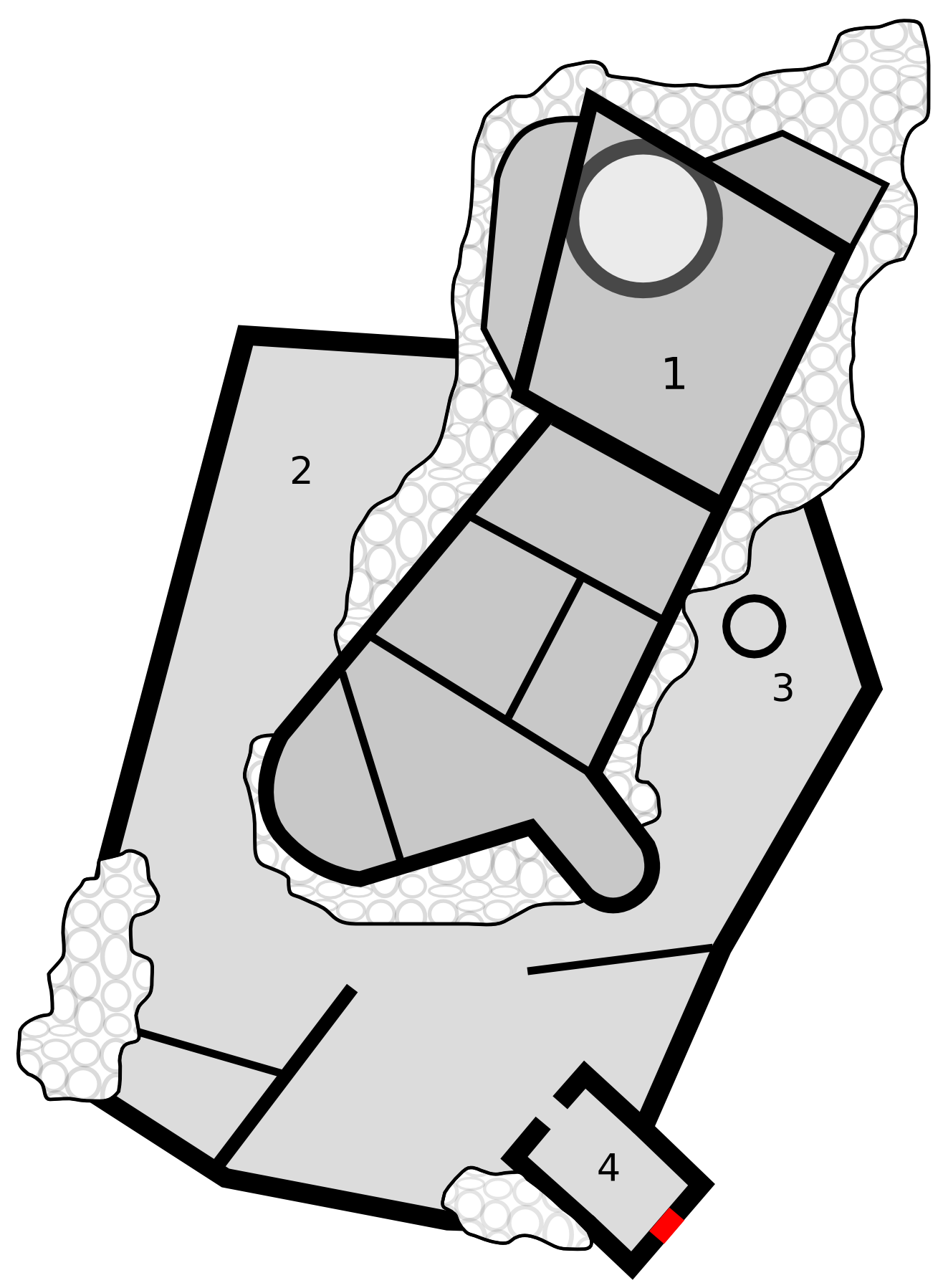
plánek půdorysu k rekonstrukci
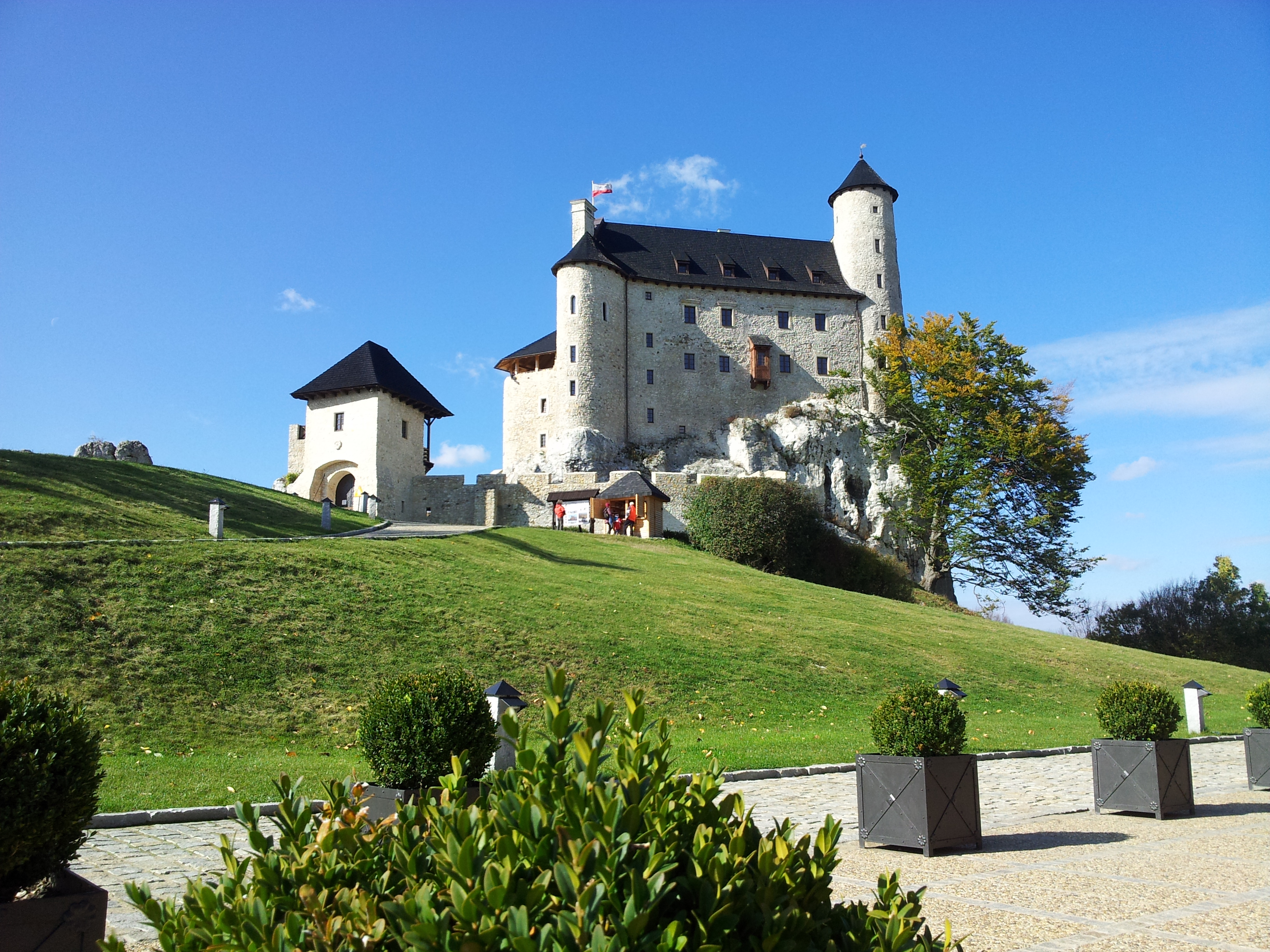
Pohled na hrad z terasy
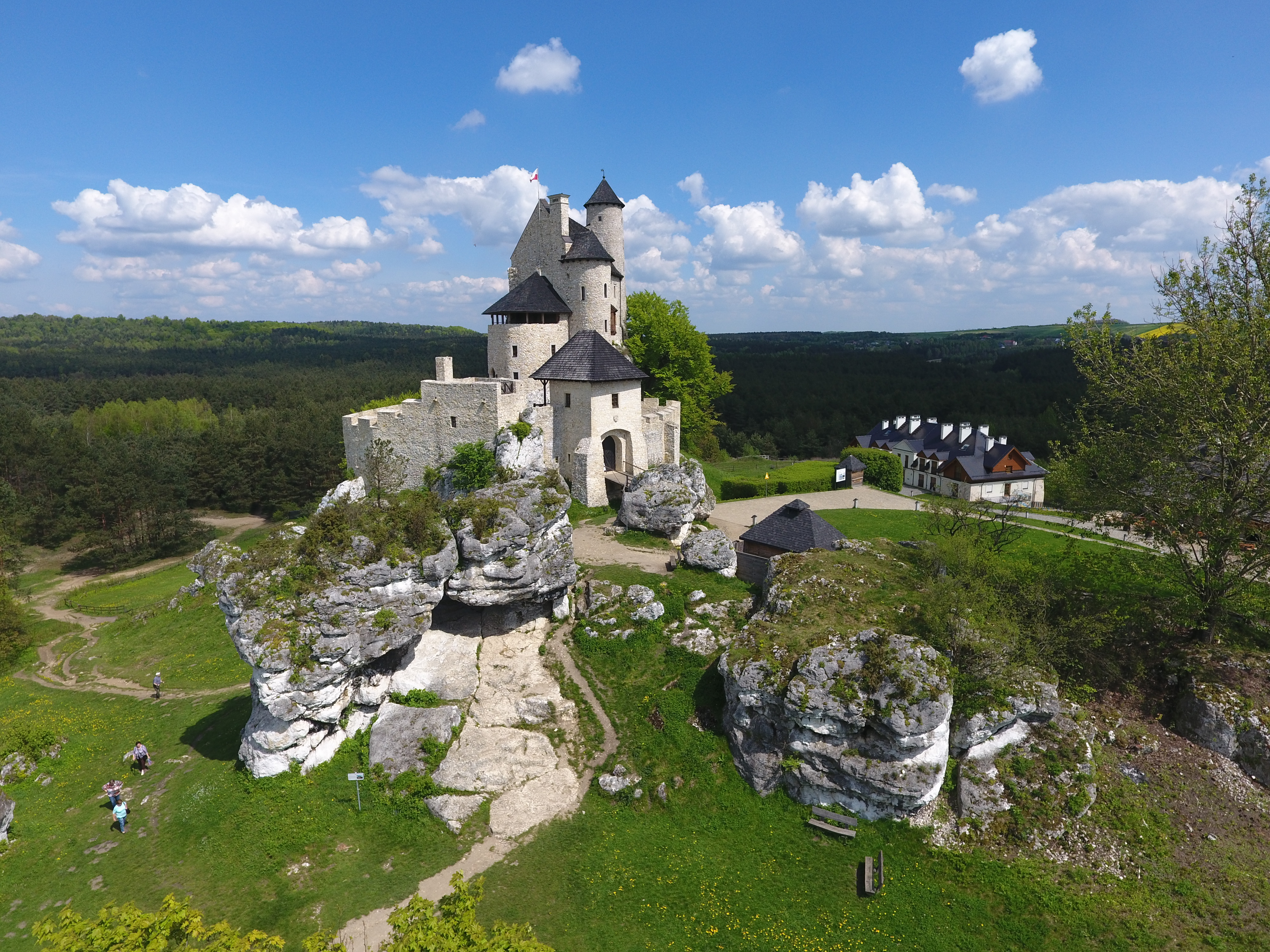
Pohled na hrad a restauraci z Lasecké brány
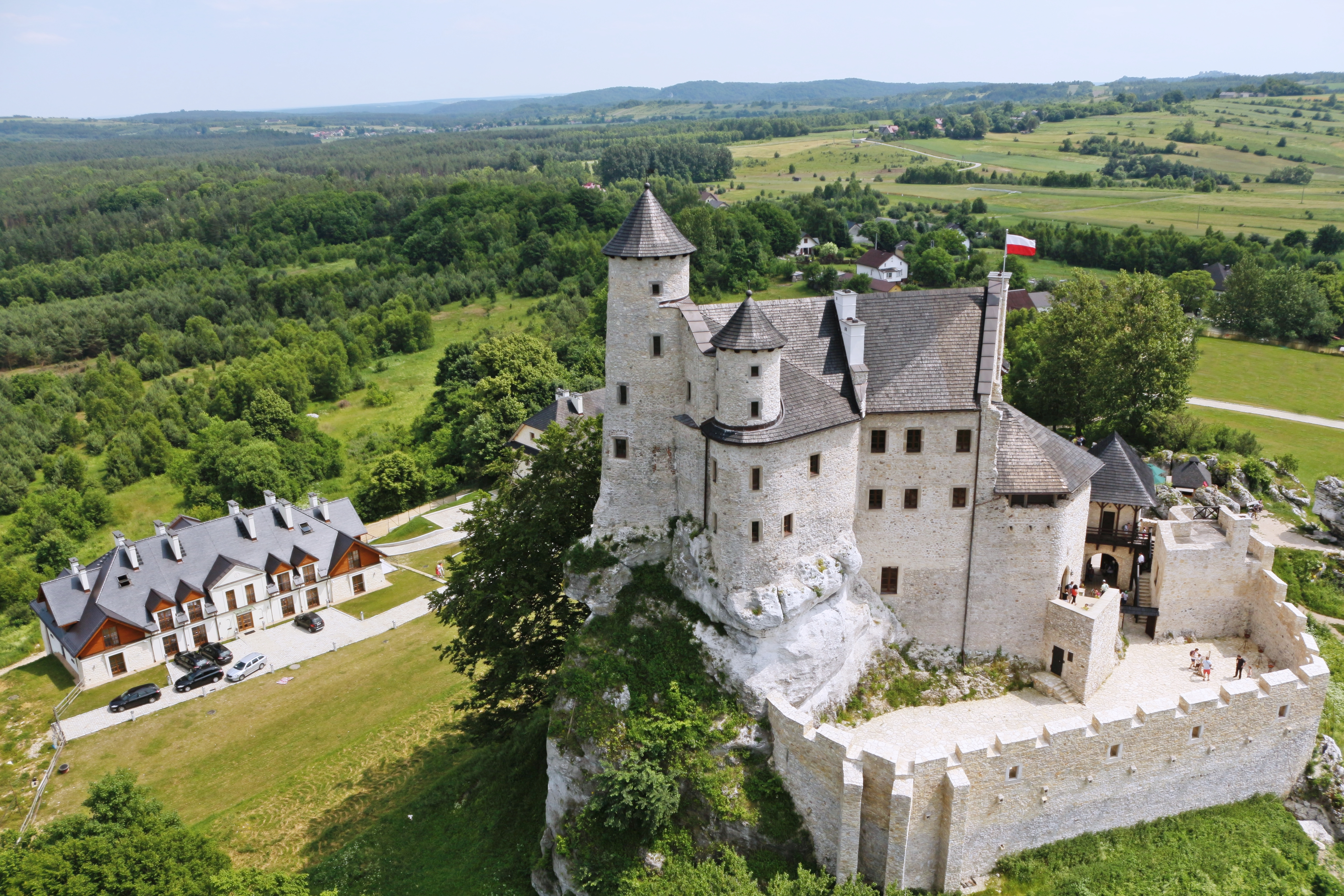
Pohled ze západu na hrad a restauraci
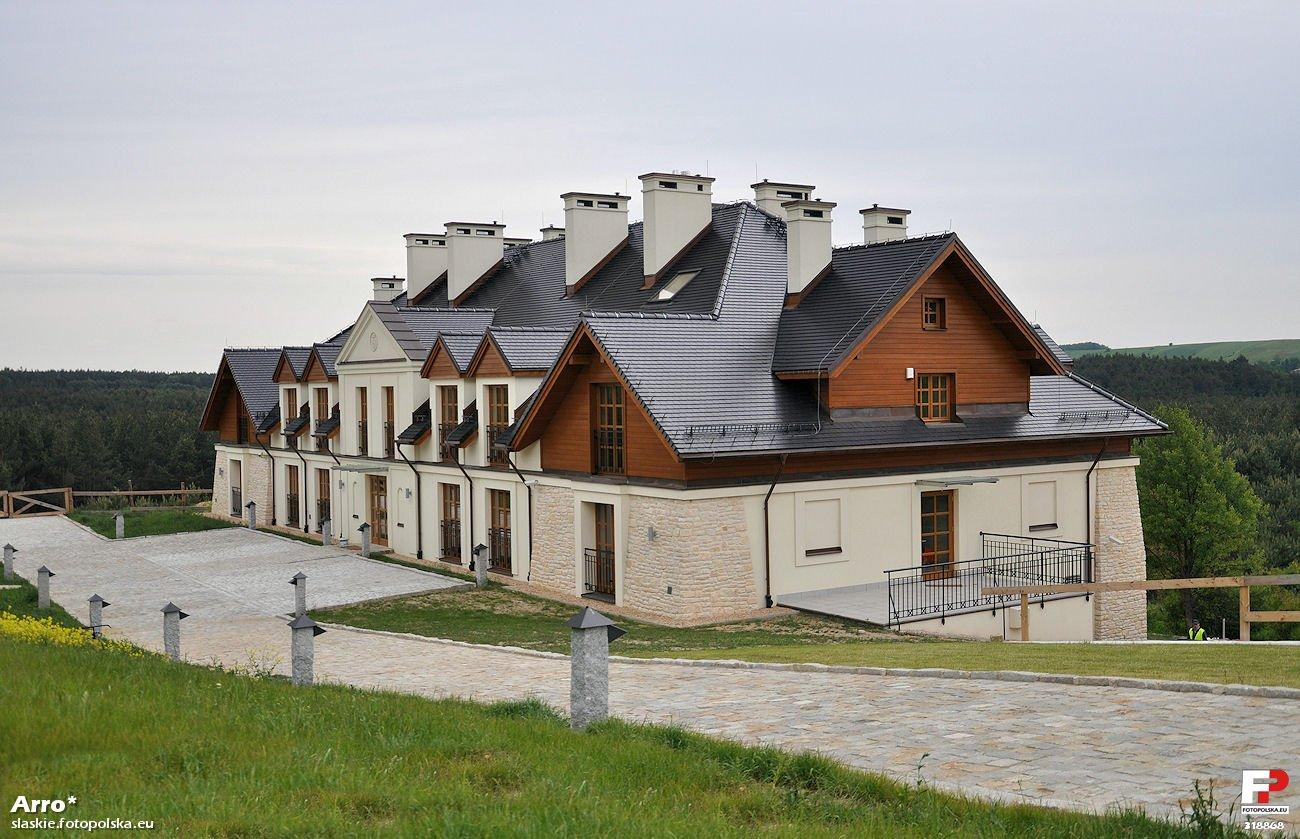
Hotel a restaurace u hradu

## Architektura
Hrad se nachází na strmém, skalnatém kopci (360 m nad mořem). Rekonstrukce byla provedena do tvaru podobného stavu v 16. století. Jeho tvar byl vytvořen na základě dochovaných ruin s využitím znalostí historiků a archeologů. Současný hrad tvoří dvoupatrová obytná budova s válcovou věží, střecha hradu je pokryta černými taškami. K hradu vede padací most přes suchý příkop a celý je obklopen hradbami s cimbuřím z místního bílého vápence. Zařízení hradu je označováno jako Disneyland a odborníci poukazují na nedostatek zachovaných zdrojů týkajících se bývalého vzhledu hradu.